# Убить Бобрыкина. История одного убийства
«Убить Бобрыкина. История одного убийства» — роман, изданный российской писательницей Александрой Николаенко в 2016 году. Удостоен премии «Русский Букер» (2017).

## Сюжет
Психически больной молодой мужчина Саша Шишин живет в квартире со своей властной матерью. Он влюблен в свою соседку, бывшую одноклассницу Таню, ревнует ее к мужу Бобрыкину (тоже бывшему однокласснику, ненавистному с детства).

## Особенности литературного стиля
Повествование имеет нелинейный характер. Основное повествование прерывается многочисленными флешбэками, рассказывающими о жизни Шишина, Тани и Бобрыкина в предыдущие годы, в частности в детстве. Текст построен так, что трудно распознать, является ли он описанием реальности или же снов и галлюцинаций главного героя, через восприятие которого и представлено происходящее; так, например, выясняется, что письма, которые якобы пишет Таня, на самом деле пишет сам себе Шишин, сознание которого проясняется от любви. Чтение романа требует внимательного отношения к деталям, они складываются в мозаичную картину сюжета постепенно, причем некоторые детали могут появляться значительно раньше описания событий, к которым они относятся; например, в начале романа вскользь упоминается, что Шишин не любит свадеб, понимание того, почему он их не любит, возникает значительно позже. Еще одна особенность романа: прозаический текст иногда становится ритмизированным, как бы стихотворным; такая ритмизация позволяет ощущать происходящее как бы с точки зрения главного героя с его бредовым мировосприятием.

Роман является примером того, как при малой динамике линейного сюжета напряжение романа создается через конструирование образов основных персонажей. Персонажи образуют оппозицию: с одной стороны сын и мать Шишины, с другой – жена и муж Бобрыкины. (…). Согласно оппозиции, члены одной семьи представлены как отсталые, нездоровые, неопрятные, унылые, озлобленные; другой – как успешные, активные, прогрессивные, привлекательные. Еще одна оппозиция, конструируемая в романе – противопоставление детства Саши Шишина и современности. Детство, в отличие от современности, конструируется как счастливое время полной семьи, взаимоотношений с родителями, социального признания, обустроенности жизни, соединения с любимой. Устремленность Шишина в прошлое обусловлено его жаждой счастья, целостности и восполнением нереализованных подавленных желаний.

## Критика
Текст получил в целом положительные оценки критиков

:

Так сейчас не пишут и так нужно сейчас писать. Однажды модернизм сменил въевшийся в стенки черепных коробок реализм, однажды сюрреализм подорвал власть соцреализма. Книгу Александры Николаенко хочется перепечатать на печатной машинке и сделав несколько копий с помощью копирки, показать нескольким самым надежным друзьям 
— Олег Жданов
.
Разошлись мнения критиков относительно ритмизации текста. Одни высказывались об этом с раздражением , другие, наоборот, расценивали как авторскую удачу:

Дело здесь прежде всего в неотступно долдонящем, вибрирующем речитативе, задающем завораживающие, гипнотические ритмы, которыми автор заставляет нас видеть Вселенную героя — его маленький мирок. Воздушной и бестелой, «лунной» литанией, нестрогим ямбом задаётся то особое пространство, что отстранено от мира. Заинтриговавшись несколькими «странными» страницами, приходишь к ясному ощущению: только так — несобственно-прямой речью из самого нутра больного шишинского сознания, заскорузлого и тусклого, — и возможно подобное повествование. Эта «экспериментальная» форма, владеющая всем текстом и, очевидно, нащупанная автором совершенно интуитивно — несомненная удача— Роман Борисов
Отмечалось, что текст труден для массового читателя:

«Букер» и на этот раз не обманул ожиданий. Как не раз в последнее время, он выбрал в лауреаты самую безнадежную с точки зрения читательского интереса книгу. (…)Мало кого поток умышленно замысловато поставленных слов, набранных из говоров, церковных книг, окраинного жаргона, поэтических сборников, донесет до конца книги. (…)читательский интерес не главный критерий для премиальной книги, но довольно важный для взаимоотношений с современной литературой— Ольга Тимофеева
В целом отмечая, что «текст литературоцентричен: автор явно внимательно и с карандашом читает современную литературу», критики проявили большую активность в поиске текстов, оказавших влияние на творчество Николаенко. Помимо «Похороните меня за плинтусом» Павла Санаева и «Школы для дураков» Саши Соколова в качестве возможных претекстов были названы: античные трагедии об Электре и Эдипе, «Шинель» и «Записки сумасшедшего» Николая Гоголя, «Бедные люди» и «Идиот» Федора Достоевского, «Шум и ярость» Уильяма Фолкнера, «Москва» Андрея Белого, «Детство Люверс» Бориса Пастернака, «Город Эн» Леонида Добычина, «Ночь» и «Кысь» Татьяны Толстой, «Висельник» Алексея Слаповского, «Письмовник» Михаила Шишкина. В большинстве случаях сопоставление с тем или иным произведением обусловлено образом главного героя – психически нездорового или невротического молодого человека. Разнообразие возможных литературных аналогий, указанных критиками, наводит на мысль об авторской самобытности прозы Николаенко.